# 金沢市立大野町小学校
金沢市立大野町小学校（かなざわしりつ おおのまちしょうがっこう、英語: Kanazawa Municipal Onomachi Elementary School）は石川県金沢市大野町に所在する公立小学校。

## 沿革
《主要な出典：》
- 1873年（明治06年）
  - 11月18日 - 金石庄町ほか10町連合により蓮池村落小学校創立。所在地は金石町字蓮池町ヨ23番地にあたる[6]。
  - 12月27日 - 学区改正により、第二大学区二十一中学区百七番蓮池小学校と改称[7]（のちに成基小学校と改称[8]）。
- 1885年（明治18年）4月 - 成基小学校ほか合併し、石川郡三番学区金石蓮池小学校を設立[9]。初等科のみとする。
- 1886年（明治19年）4月1日 - 尋常簡易科庄町小学校と改称[10]。
- 1889年（明治22年）4月1日 - 町村制の施行により、金石町庄町の区域をもって、石川郡下金石町が発足。
- 1892年（明治25年）4月1日 - 石川郡下金石町立下金石尋常小学校と改称[11]。
- 1898年（明治31年）3月12日 - 下金石町が大野町に町名変更。同年5月、これに伴い、大野町尋常高等小学校と改称[12]。
- 1908年（明治41年）11月18日 - 新築校舎落成式を挙行[13]。
- 1924年（大正13年）5月 - 増築校舎を建設（普通教室、理科など特別教室に充当）[14]。
- 1927年（昭和02年）5月12日 - 講堂（屋内体育場）竣工[15]。
- 1935年（昭和10年）12月16日 - 大野町の金沢市編入に伴い、金沢市大野町尋常小学校と改称[16]。
- 1941年（昭和16年）4月1日 - 国民学校令施行に伴い、金沢市大野町国民学校と改称[17]。
- 1947年（昭和22年）4月1日 - 学制改革により、金沢市立大野町小学校と改称。金石中学校大野町分校を大野町小学校に併置[18]。
- 1952年（昭和27年）4月7日 - 金石中学校大野町分校廃止[19]
- 1953年（昭和28年）11月18日 - 創立80周年記念式典を挙行、校歌制定（作詞：三輪次郎吉、作曲：佐々木宣男）[20]。
- 1968年（昭和43年）7月23日 - プール竣工式挙行[21]。
- 1970年（昭和45年）6月18日 - 新校舎地鎮祭・起工式挙行[22]。
- 1971年（昭和46年）
  - 1月19日 - 新校舎（鉄筋コンクリート4階建て、延床面積2,827m2[23]）竣工[22]。建築工事費は1億3849万8千円[24]。
  - 1月30日 - 新校舎への引っ越し作業[23]。
  - 2月1日 - 入校式[22]。
  - 7月9日 - 体育館着工[25]。
- 1972年（昭和47年）2月22日 - 新校舎落成式を挙行[26]。
- 1973年（昭和48年）11月18日 - 創立100周年記念式典を挙行[27]。
- 1993年（平成05年）11月 - 創立120周年記念式典を挙行。
- 1998年（平成10年）10月 - コンピュータ室設置、家庭室改修。
- 2002年（平成14年）9月 - パソコン配備。
- 2004年（平成16年）4月1日 - 特別支援学級新設（2学級）。
- 2016年（平成28年）12月 - 校舎耐震工事（第1期）。
- 2017年（平成29年）8月 - 校舎耐震工事（第2期）。

## 服装
- 平常時は標準服の着用が義務付けられている。但し、私服登校が可能な時もある。[要出典]

## 学区
大野町1丁目、大野町2丁目、大野町3丁目、大野町4丁目、大野町5丁目、大野町6丁目、大野町7丁目、大野町新町、金石北3丁目（14番21号～14番38号に限る。）

## 進学先中学校
- 金沢市立金石中学校[29]